# Watashitachi no Tamura-kun
Watashitachi no Tamura-kun (わたしたちの田村くん tạm dịch: Tamura-kun của chúng tôi, tên phiên dịch chính thức là Tamura-kun of Ours hay Our Dear Tamura-kun) là một bộ light novel Nhật Bản dài hai tập viết bởi Takemiya Yuyuko, tác giả của Toradora!, và minh họa bởi Yasu. Tập đầu tiên phát hành ngày 10 tháng 6 năm 2005, và tập thứ hai ra mắt ngày 10 tháng 9 cùng năm. Hai tập truyện đều được MediaWorks ấn hành dưới nhãn Dengeki Bunko. Một chuyển thể manga của Kurafuji Sachi đã bắt đầu đăng trên tạp chí manga dành cho shōnen Dengeki Comic Gao! từ ngày 27 tháng 5 năm 2006 đến 27 tháng 2 năm 2008, cũng do MediaWorks xuất bản. Các chương truyện được đóng thành bốn tankōbon và phát hành từ ngày 16 tháng 12 năm 2006 đến 27 tháng 6 năm 2008. Một chương trình kịch phát thanh cũng được thực hiện dựa trên tác phẩm, và hai đĩa thu các buổi phát sóng đã phát hành vào ngày 30 tháng 4 năm 2007.

## Sơ lược

### Cốt truyện
Cốt truyện của Watashitachi no Tamura-kun xoay quanh nhân vật Tamura Yukisada như trong tựa đề, một học sinh năm ba trung học hiệu khi câu chuyện bắt đầu. Yukisada bị quyến rũ bởi một cô gái bí ẩn là Matsuzawa Komaki, người từng nói rằng cô sinh ra tại một hành tinh khác và đang tìm cách quay lại đó. Một ngày nọ, Yukisada thú nhận tình cảm của anh với Komaki, nhưng ngay sau đó bà của Komaki qua đời và cô phải chuyển đến sống ở nơi khác. Cả hai cùng duy trì mối quan hệ của họ một thời gian bằng cách viết thư, tuy nhiên Komaki không tiếp tục gửi thư cho Yukisada nữa trong thời gian thi tuyển sinh cao trung. Khi Yukisada nhập học, anh vô tình bị ràng buột vào một trong số những bạn nữ cùng lớp là Sōma Hiroka. Khi còn ở trung học, Hiroka thường xuyên bị bắt nạt, đó là lý do cô thường nghỉ học, cuối cùng điều đó khiến cô trở nên cô độc và không nơi nương tựa. Yukisada quyết định không phớt lờ cô như những bạn học khác, thay vào đó anh bắt đầu động viên Hiroka và giúp cô trở nên tự tin. Trước sự tận tình của Yukisada, Hiroka đã yêu anh, và một ngày nọ đã thú nhận chuyện này với Yukisada. Suốt thời gian đó, Yukisada giữ liên lạc với Komaki và đề cập đến Hiroka trong những bức thư của anh. Một thời gian dài sau đó, Komaki gửi thư hỏi trực tiếp Yukisada về Hiroka. Yukisada sau đó phải đối mặt với một tình huống khó xử là chọn lựa mối tình đầu với Komaki hay tình yêu mới với Hiroka.
Phụ chương
Hai phụ chương mang tựa Takaura-sanchi no Kazokukeikaku (高浦さんちの家族計画) nói về người bạn thân của Tamura Yukisada là Takaura Shinichi và cô em gái của anh, Tamai Io. Io ghét mọi thứ liên quan đến vấn đề tinh yêu hay cảm xúc và có khuynh hướng chống lại xã hội. Thấy vậy, Shinichi cố gắng giúp đỡ Io trong vấn đề xây dựng tình cảm.

### Nhân vật
Tamura Yukisada (田村 雪貞)
Lồng tiếng bởi: Hoshi Sōichirō
Yukisada là nhân vật chính của câu chuyện. Anh là một nam sinh bình thường, yêu thích lịch sử, đặc biệt là thời kỳ Kamakura của Nhật Bản. Câu chuyện bắt đầu khi anh đang học năm ba trung học hiệu. Anh yêu say đắm người bạn cùng lớp là Matsuzawa Komaki, và đã cố hết sức thú nhận với cô. Tuy nhiên, cô chuyển đi gần như ngay lập tức sau đó do cái chết của người bà. Yukisada sống trong một căn nhà gồm năm người là cha mẹ và hai anh em trai của anh. Về cơ bản, anh là người thích nói chuyện phiếm và cho rằng cuộc sống thật dễ dàng. Anh thích ăn lươn và món jiaozi mẹ làm. Anh hâm mộ Tokimune Hōjō, mặc dù mơ ước được trở thành một vĩ nhân như Thiên hoàng Jimmu.
Matsuzawa Komaki (松澤 小巻)
Lồng tiếng bởi: Hirohashi Ryō
Komaki là bạn cùng lớp của Yukisada trong năm ba trung học hiệu. Vì một tai nạn năm mười hai tuổi, cô đã mất cả ba mẹ lẫn người anh trai. Do đó, cô ngày càng thu mình trong thế giới riêng và cô độc. Khi gặp Yukisada vào năm ba, cô đã mở lòng mình ra đôi chút với anh. Tuy nhiên, vào kỳ nghỉ hè sau khi năm học bắt đầu, bà của Komaki qua đời và cô phải đến sống nhờ nhà một người bà con họ xa. Cô thường tỏ ra vẻ bí hiểm khi luôn nói mình được sinh ra trên một hành tinh khác và sắp sửa phải quay về đó. Ở trường, cô là người có thành tích học tập cao nhất khối, và rất giỏi điền kinh như một chạy 200 mét. Cô thích ăn cà ri.
Sōma Hiroka (相馬 広香)
Lồng tiếng bởi: Koshimizu Ami
Hiroka là bạn cùng lớp với Yukisada trong năm đầu cao trung của anh. Mặc dù rất xinh đẹp nhưng cô luôn tỏ ra lạnh lùng với người khác và không có người bạn nào; cô có biệt danh là "Nữ hoàng Băng giá" do tính tình của mình. Lúc còn học trung học, cô thường xuyên bị bắt nạt và thậm chí đã bỏ học một năm vì đó. Trong thời gian luyện thi cao trung, cô nhờ anh trai của Yukisada là Nao làm gia sư để ôn lại những kiến thức hỏng. Một số bạn cùng lớp thời trung học sau khi vào cùng trường vẫn tiếp tục trêu chọc cô, và Yukisada đã cố hết sức động viên và giúp đỡ Hiroka có lại sự tự tin. Do đó, Hiroka ngày càng gần gũi với Yukisada và đến một ngày nọ đã thú nhận rằng cô yêu anh ta; cuối cùng, Hiroka đã chia sẻ nụ hôn đầu tiên của cô với Yukisada. Hiroka nấu ăn rất giỏi.
Hachiya (蜂谷)
Lồng tiếng bởi: Fujimaki Eriko
Hachiya là y tá ở trường cao trung của Yukisada. Cô thường động viên Hiroka cũng như tư vấn cho Hiroka và Yukisada nhiều vấn đề trong chuyện tình cảm. Biệt danh ở trường của cô là "trái còn xanh" (青い果実 Aoikajitsu).
Takaura Shinichi (高浦 真一)
Lồng tiếng bởi: Kisaichi Atsushi
Shinichi là bạn rất thân của Yukisada, họ quen biết nhau từ khi học trung học và lúc đó Shinichi là lớp trưởng. Theo nhiều cách, anh luôn lo lắng về cô em gái nửa dòng Io của mình.
Tamai Io (玉井 伊欧)
Io là em gái ngoài giá thú do ba của Shinichi và tình nhân của ông sinh ra. Cô khinh bỉ mẹ mình vì nghĩ rằng bà sinh ra cô là vì tài sản của nhà Takaura. Vì hoàn cảnh gia đình khá phức tạp, Io có nhiều sở thích như đọc sách, nghiên cứu ma thuật đen, và tạo lập một trang web chuyên về thẩm mỹ. Cô cực kỳ mất lòng tin với những từ như "tình yêu" hay "sức quyến rũ". Cô nuôi một còn chó cưng thuộc giống Shiba Inu và đặt tên nó là Potato.
Tamai Reiko (玉井 麗子)
Reiko là mẹ của Io. Vì là tình nhân của ba Shinichi, bà được phép sống trong căn nhà của họ. Bà liên tục xung đột với các thành viên gia đình Takaura hay con gái mình nhưng lạ kỳ thay lại có mối quan hệ tốt tự nhiên với Shinichi vì tin rằng anh có ảnh hưởng tốt đến Io.
Tamura Nao (田村 直)
Lồng tiếng bởi: Nakao Ryōhei
Nao là anh trai lớn hơn Yukisada ba tuổi. Anh là sinh viên rất tri thức và dành hầu hết thời gian trong trường đại học. Anh cũng từng giúp Hiroka trong thời gian luyện tập ôn thi của cô. Nói ngắn gọn, Nao là một người anh rất đáng tin cậy. Anh cũng thường quan tâm nghiên cứu từ vựng tiếng Nhật.
Tamura Takayuki (田村 孝之)
Takayuki là em trai nhỏ hơn Yukisada ba tuổi. Cậu thích chơi thể thao và có sức cuốn hút với nhiều bạn nữ. Suốt năm lớp 6 tiểu học, Tamura dành phần lớn thời gian để chơi bóng đá.
Kurokawa Ritsuka (黒川 立夏)
Ritsuka là bạn cùng lớp của Komaki trong năm đầu cao trung. Như với Komaki, cô cũng có mối tình đầu và họ đành chia tay do khoảng cách về mặt địa lý. Cô là nhân vật chính trong mẫu truyện ngắn "Himitsu Melancholy".
Shikata Yōko (鹿多 瑤子)
Yōko là lớp trưởng của Yukisada trong năm đầu cao trung. Cô cũng xuất hiện trong mẫu truyện ngắn "Ohige Girls".

## Phương tiện truyền thông

### Light novel
Watashitachi no Tamura-kun khởi đầu là một bộ light novel dài hai tập do Takemiya Yuyuko sáng tác và Yasu minh họa. Tiểu thuyết được xuất bản bởi MediaWorks dưới thương hiệu in ấn Dengeki Bunko của họ. Chương đầu tiên ra mắt vào mùa thu năm 2004 trong ấn bản Dengeki hp Special, một bản đặc biệt của tạp chí light novel Dengeki hp hiện nay không còn tồn tại. Hai chương tiếp theo đăng trên Dengeki hp trong số 34 và 35. Tập sách đầu tiên phát hành ngày 10 tháng 6 năm 2005, và tập thứ hai phát hành ba tháng sau đó vào ngày 10 tháng 9. Bộ sách ngoài ba chương chính từng đăng trong tạp chí còn bổ sung hai phụ chương chia đều ra hai tập.
Ngoài ra còn có nhiều mẫu truyện không được xuất bản thành sách. Mẫu truyện ngắn đầu tiên có tựa "Watashitashi no Chō! Tamura-kun" đã ra mắt trong số tháng 11 năm 2005 của tạp chí tuyển tập light novel Dengeki hPa. Một mẫu truyện khác là "Himitsu Melancholy" xuất hiện trong quyển Watashitashi no Tamura-kun First Fan Book được đính kèm trong số tháng 7 năm 2006 của Dengeki Comic Gao!. Cuối cùng là mẫu truyện bổ sung "Ohige Girls" được bán kèm đĩa drama CD.

### Manga
Một manga chuyển thể đã bắt đầu đăng trên tạp chí manga dành cho shōnen Dengeki Comic Gao! từ ngày 27 tháng 5 năm 2006 đến 27 tháng 2 năm 2008, do MediaWorks ấn hành. Manga có cốt truyện dựa theo light novel đã phát hành trước đó, và được minh họa bởi Kurafuji Sachi. Các chương được đóng thành bốn tankōbon xuất bản dưới nhãn Dengeki Comics của MediaWorks từ ngày 16 tháng 12 năm 2006 đến 27 tháng 6 năm 2008.

### Kịch phát thanh
Một vở kịch phát thanh dựa theo cốt truyện chính của light novels đã phát sóng trong chương trình phát thanh Dengeki Taishō của MediaWorks từ ngày 23 tháng 12 năm 2006 đến 13 tháng 1 năm 2007 gồm bốn buổi tất cả. Kịch được thu từ ba đài phát thanh Nhật Bản: Nippon Cultural Broadcasting, Radio Osaka và Tokai Radio Broadcasting. Sau đó chương trình được phát hành thành hai đĩa drama CD bán ngày 30 tháng 4 năm 2007, với tổng thời lượng 90 phút. Gói phần mềm CD còn đính kèm thêm một mẫu truyện ngắn nguyên gốc do chính tác giả light novel viết là "Ohige Girls", hai dây đeo và đai trang trí điện thoại di động, và một hình nền máy vi tính trong đĩa CD thứ hai.